# Chester North and Neston
Circonscription parlementaire de la Chambre des communes
Chester North and Neston est une circonscription électorale anglaise créée en 2024, située dans le Cheshire et représentée à la Chambre des communes du Parlement britannique par Samantha Dixon.

## Géographie
La circonscription comprend la majeure partie de l'ancienne circonscription de la Cité de Chester, soit le centre-ville de Chester et tous les quartiers situés au nord de la Dee, une partie du Cheshire West and Chester réunissant Backford, Capenhurst, Great Boughton, Lea-by-Backford, Mollington, Puddington, Saughall, Upton-by-Chester et Willaston, ainsi que la ville de Neston, qui faisait partie de l'ancienne circonscription d'Ellesmere Port et Neston.

## Membres du Parlement
| Élection | Élection | Membre         | Parti        | Portrait |
| -------- | -------- | -------------- | ------------ | -------- |
|          | 2024     | Samantha Dixon | Travailliste |          |